# Лумпенайское староство
Лумпенайское староство (лит. Lumpėnų seniūnija) — одно из 5 староств Пагегского самоуправления Таурагского уезда Литвы. Административный центр — деревня Лумпенай.

## География
Расположено на западе Литвы, в юго-восточной части Пагегского самоуправления, в Нижненеманской низменности. На востоке Лумпенайское староство пересекает Вилькишкяйский кряж.
Граничит с Вилькишкяйским староством на востоке, Пагегским — на западе и севере, Лауксаргяйским староством Таурагского района  — на севере, Славским районом Калининградской области России — на юго-западе, и  Неманским районом Калининградской области России — на юге.
Озёра староства представлены старицами правобережной поймы нижнего течения реки Неман, среди них: Битежерис, Мергува, Скирвичяй, Марижёгис и др.

## Население
Лумпенайское староство включает в себя 13 деревень.